# Hermonassa inconstans
Hermonassa inconstans là một loài bướm đêm trong họ Noctuidae.